# Hellmut Keiter
Hellmut Keiter (* 26. Februar 1940 in Hamburg; † 27. März 2007 in Essen) war ein deutscher Physiker.

## Leben
Nach dem Abitur 1959 in Wattenscheid studierte Hellmut Keiter an der Universität Göttingen Physik, schrieb 1964 seine Diplomarbeit und promovierte 1966 in Theoretischer Physik zum Thema „Über den Einfluß der Coulomb-Wechselwirkung zwischen den Elektronen auf den Restwiderstand im Magnetfeld “.
Nach der Promotion wurde er Assistent in Köln und ging als Postdoc nach Philadelphia (zum späteren Nobelpreisträger J.R. Schrieffer). 1970 kehrte er nach Köln zurück, habilitierte sich dort und wurde wissenschaftlicher Rat und Professor in Köln. 1974 trat er eine Stelle an der Kernforschungsanlage Jülich an, 1976 wechselte er zur Physikalisch-Technischen Bundesanstalt nach Braunschweig, wo er als Direktor und Professor tätig war. Bereits 1977 trennte er sich wieder von der PTB, wurde Honorarprofessor an der Universität Göttingen und nahm einen Ruf auf eine ordentliche Professur für Theoretische Physik an der Universität Dortmund an, wo er über seine Emeritierung hinaus bis wenige Monate vor seinem Tod tätig war.
1999 wurde er Fellow der American Physical Society.

## Schriften
- Über den Einfluß der Coulomb-Wechselwirkung zwischen den Elektronen auf den Restwiderstand im Magnetfeld. In: Zeitschrift für Physik 198, Number 3, 215, 1967
- Functional-Integral Approach to the Anderson Model for Dilute Magnetic Alloys from the Viewpoint of Diagrammatic Perturbation Technique. In: Phys. Rev. B 2, 1970, S. 3777–3791.
- Functional integral approach to the magnetic impurity problem: The superiority of the two-variable method mit Daniel J. Amit, in: Journal of Low Temperature Physics, Volume 11, Numbers 5–6 / June, 1973
- DIAGRAMMATIC APPROACH TO THE INTERMEDIATE-VALENCE COMPOUNDS mit N. Grewe, in: PHYSICAL REVIEW B 24, 4420–4444, 1981
- Comparison of various approaches to the Anderson lattice mit Timo Leuders, Christian Melsheimer und Peter Schönberg, in: Physica B 206 & 207, 168–170, 1995
- The parallel implementation of configuration-selecting multireference configuration interaction method, mit Philipp Stampfuss und Wolfgang Wenzel, in: Journal of Computational Chemistry 20 (14): 1559–1570 (1999)
- Is There Really No Extensive Self-Consistent Perturbation Theory? In: Journal of Low Temperature Physics, February 2002, Volume 126, Number 3–4
- Multiparticle entanglement and ranks of density matrices mit Bo Chong und Joachim Stolze, 2005
- Towards a solution of the consistent t-matrix approximation for the U → ∞ Anderson impurity model mit Klaus Baumgartner in: Physica status solidi (b), Volume 242, Issue 2 (February 2005)